# Marie von Thadden-Trieglaff

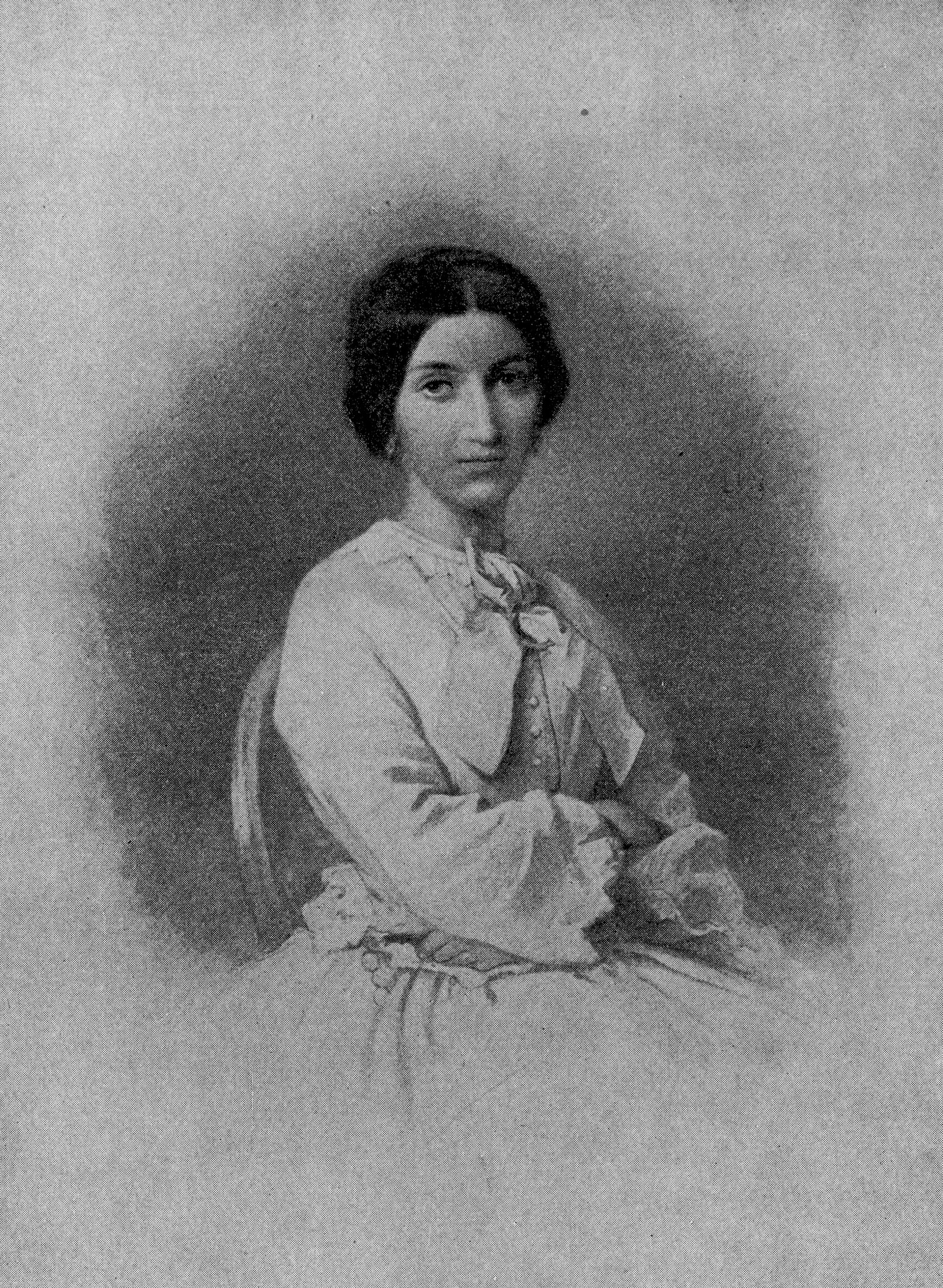
Johanna von Puttkamer vers l'âge de 40 ans

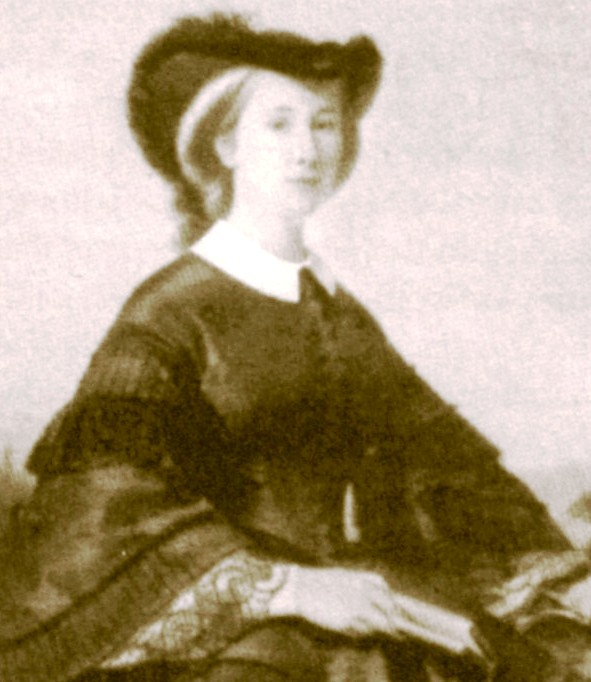
Katharina Orloff, maitresse de Bismarck dans ses années parisiennes

Marie von Thadden-Trieglaff (née en 1822 sur le domaine de Kardemin dans l'arrondissement de Regenwalde (de) en province de Poméranie, dans la ville de Plathe (aujourd'hui Płoty) ; morte le 10 novembre 1846 au même lieu) est la fille du propriétaire terrien Adolf von Thadden-Trieglaff et de son épouse. Elle est connue pour sa relation platonique avec Otto von Bismarck, qu'elle a connu dans le cercle piétiste animé par son père à Trieglaff. Son mariage avec Moritz von Blanckenburg puis sa mort prématurée rendit cet amour à jamais inachevé, et fut pour Bismarck une difficile épreuve.

## Enfance en Poméranie
Le père de Marie, Adolf, issu de la vieille famille noble poméranienne von Thadden, était un personnage central dans les cercles piétistes protestants de Poméranie. Marie est très imprégnée par ce milieu sur le plan religieux et émotionnel, où se développe également une tendance romantique.
À l'époque où Bismarck avait décidé de mener la vie de propriétaire terrien, aux environs de 1843, il eut souvent l'occasion de rencontrer Moritz von Blanckenburg avec qui il avait été au lycée « humanistische Berlinische Gymnasium zum Grauen Kloster », et qui administrait la propriété de son père aux environs de Kniephof, le domaine géré par le père de Bismarck. C'est ainsi que Bismarck fut introduit dans le cercle piétiste où il rencontra Marie von Thadden, qui était fiancée à Blanckenburg. Les trois se voyaient régulièrement dans les environs de Kniephof. Cela le poussa à faire partie des cercles piétistes. Le fait que la quasi-totalité de la noblesse de Poméranie, mais aussi le roi Frédéric-Guillaume IV de Prusse, étaient proches de ces cercles n'est sûrement pas non plus étranger à sa décision. Les principaux membres de ce cercle à Cardemin étaient:
- Hans Hugo von Kleist-Retzow
- Adolf von Thadden-Trieglaff
- Gustav von Below
- Heinrich von Puttkamer
- von Pochhammer
- Moritz von Blanckenburg

## Amour avec Otto von Bismarck
Blanckenburg savait qu'il ne pourrait convertir Bismarck à sa cause seul. Toutefois avec l'aide de sa fiancée, avec qui Bismarck développa, avec retenue et progressivement, une relation, cela était différent. Marie décrivait par ces mots, le résultat d'une de ses premières entrevues avec Bismarck : « Je n'ai jamais entendu quelqu'un expliquer si clairement et si librement son absence de croyance et encore plus son panthéisme... ». Ces rencontres portent leurs fruits, il déclara : « Comment puis-je croire, moi qui n'ai encore jamais cru, que des choses en moi doivent me pousser à croire et cela sans ma participation ou l'aide de ma volonté. » Entre Bismarck et Marie se créent des affinités, ce qui les emplissait en même temps de joie et de douleur. Bismarck était profondément touché par la jeune femme, et ne pouvait se résoudre à éviter son contact, sa compréhension, ses taquineries et son charme, malgré le fait qu'elle fût déjà promise à Moritz. Le comportement de Marie est mis en lumière par un grand nombre de ses lettres, qui reflétaient, bien que de manière détournée, sa fascination pour la personnalité du futur chancelier. La présence de Marie renforçait l'humeur mélancolique de Bismarck. Leurs tentatives mutuelles de deviner ce que pensait l'autre donnaient tout son attrait à leur relation. Cependant Bismarck n'osa pas faire le pas décisif, qui aurait signifié pour lui une rupture définitive avec Moritz. De plus Marie, malgré son penchant certain pour Bismarck, n'aurait probablement pas brisé son vœu de fidélité. Bismarck savait également que cela aurait définitivement compromis ses relations avec l'influent cercle pieux, ce qui lui aurait sûrement été préjudiciable. Il décida donc de se retirer du cercle, et ainsi de retrouver son isolement.

## Mort et présentation de Johanna von Puttkamer à Bismarck
Marie entretenait une correspondance active avec son cercle d'amies, où elle évoquait notamment ses problèmes sentimentaux. Dans ce cercle se trouvait Elisabeth von Mittelstadt, la fille du président du cercle piétiste de Stettin, Hedwig von Blanckenburg et Johanna von Puttkamer, la future épouse de Bismarck, et qui était la confidente de Marie. Cette dernière écrivait beaucoup sur Bismarck, souvent sous des noms d'emprunt, et le décrivait comme quelqu'un d'intéressant, avec qui elle aurait bien partagé ses états d'âme, ses rêveries et ses problèmes d'ordre religieux.
Ainsi lors du mariage de Marie et Moritz, le 4 octobre 1844, tout fut fait pour provoquer la rencontre de Bismarck avec Johanna. Bismarck ne sembla toutefois pas avoir eu le coup de foudre. Moritz insista avec ces mots : « Allez ! Si tu n'en veux pas, je la prendrai pour seconde épouse. » Il fallut presque deux ans avant que Bismarck ne se rapprochât de Johanna, lors d'un voyage commun avec les Blankenburg. Bismarck décida en 1846 de déménager à Schönhausen ; c'est là qu'il apprit la nouvelle de la mort de Marie, le 10 novembre de la même année. Elle avait perdu sa mère peu avant, emporté par une épidémie de fièvre, et fut elle-même touchée par une encéphalite. Le 18 novembre, encore choqué, Bismarck écrivit à sa sœur : « Tu sais déjà à peu près ce qui m'attachait à la maison de Cardemin, et tu comprends donc à quel point la nouvelle me touche. S'il manquait encore quelque chose, pour me rendre plus facile la décision de quitter la Poméranie, c'était sûrement celle-là." Le 14 décembre, Bismarck et Johanna se mirent d'accord et aux environs du 21, Bismarck écrivit sa célèbre lettre de demande en mariage au père de Johanna, Heinrich von Puttkamer. Dans ce sens, la mort de Marie représente un tournant dans sa vie. Après des années de déisme mêlé à du panthéisme, il pouvait, selon ses propres dires, de nouveau prier.

## Souvenir de Bismarck de Marie
Beaucoup de biographes considèrent la relation entre Marie et Bismarck comme son seul véritable amour. Il n'oublia jamais cet amour. Ce n'est pas un hasard par exemple si son premier enfant avec Johanna devait s'appeler Marie. On pourra aussi citer, le fait qu'en 1862, alors qu'il était ambassadeur à Saint-Pétersbourg, et qu'il effectuait un voyage dans le sud-ouest de la France, il tomba amoureux de la Russe Katharina Orlowa. Il avoua à sa femme, que c'était aussi « cette part de Marie Thadden » qui l'avait attiré. Puis, quand lui fut présentée la nièce de Marie, il remarqua en soupirant qu' « en voyant ces yeux, je revois tout ». Toutefois entre Johanna et Bismarck grandira tout au long de leur vie une relation conjugale fondée sur le respect mutuel et, à la manière chrétienne, tenant bon pour le meilleur et pour le pire. Sur son lit de mort, Bismarck pria pour retrouver « sa Johanna » au Paradis.

## Influence dans la carrière politique de Bismarck
L'amitié qui unit Bismarck à Moritz von Blanckenburg et à son oncle Albrecht von Roon, général et ministre prussien, dura sa vie durant. Roon le prit sous son aile, et le mena jusqu'à l'entourage du roi Guillaume Ier. Bismarck trouva également dans les cercles piétistes de précieux amis, tels les frères Gerlach, qui lui permirent d'entrée dans les cercles politiques conservateurs.

## Sources et références
- (de) Cet article est partiellement ou en totalité issu de l’article de Wikipédia en allemand intitulé « Marie von Thadden-Trieglaff » (voir la liste des auteurs).

1. ↑   Ernst Engelberg: Bismarck. Urpreuße und Reichsgründer. Akademie-Verlag XVI, Berlin 1985.,page 192
2. ↑  Cf. Eyck, tome 1, page 125
3. ↑   Ernst Engelberg: Bismarck. Urpreuße und Reichsgründer. Akademie-Verlag XVI, Berlin 1985.,page 204-205